# 坂上忍と○○の彼女
『坂上忍と○○の彼女』（さかがみしのぶとまるまるのかのじょ）は、日本テレビで2018年1月13日から同年3月17日まで毎週土曜0:30 - 0:59（金曜深夜、『プラチナプラス』枠）にて放送されていたバラエティ番組で、坂上忍の冠番組である。
レギュラー放送開始前の2017年9月17日と12月19日に特別番組が放送された。

## 概要
本番組は、俳優やアスリート、社長などといった「一流の男」の交際相手を招き、その出会いやデート、金銭事情に迫るといった内容である。

## 出演者
MC
- 坂上忍

ゲスト
「放送リスト」を参照。

## 放送リスト

### 単発特番
| 放送回 | 放送日                   | 放送時間       | ゲスト                               | 備考                       |
| ------ | ------------------------ | -------------- | ------------------------------------ | -------------------------- |
| 1      | 2017年09月17日（日曜日） | 13:15 - 14:15  | 高橋真麻、滝沢カレン、横澤夏子       | 『サンバリュ』枠で放送。   |
| 2      | 2017年12月19日（火曜日） | 23:59 - 翌0:54 | 桐谷美玲、滝沢カレン、ブルゾンちえみ | 『プラチナイト』枠で放送。 |
| 3      | 2018年03月18日（日曜日） | 22:30 - 23:25  | 川田裕美、藤田ニコル、ブルゾンちえみ |                            |

### レギュラー放送
| 放送回 | 放送日         | サブタイトル                   | ゲスト                                  | ○○の彼女たち | 備考                    |
| ------ | -------------- | ------------------------------ | --------------------------------------- | --- | ----------------------- |
| 1      | 2018年 1月13日 | 一流の男性の彼女になるには? SP | 滝沢カレン ブルゾンちえみ               | - IT社長の彼女：本山なみ - 広告代理店社長の彼女：植田祥子 - K-1ファイターの彼女：三森亜弥 - プロスノーボーダーの彼女：加藤澪 - カリスマモデルの彼女：徳本夏恵 - 一流広告マンの彼女：佐藤マクニッシュ怜子 - バンドマンの彼女：大塚りりあ - ブレイク芸人の彼女：石原亜弥                     | 25分遅れ（0:55 - 1:24） |
| 2      | 1月20日        | 一流男性のデート一斉調査       | 大久保佳代子（オアシズ） ブルゾンちえみ | - いしだ壱成の彼女：飯村貴子 - 広告代理店社長の彼女：植田祥子 - プロスノーボーダーの彼女：加藤澪 - やり手実業家の彼女：SHIHO - カリスマモデルの彼女：徳本夏恵 - IT社長の彼女：本山なみ - 人気プロダンサーの彼女：Lilika                                                                    | 10分遅れ（0:40 - 1:09） |
| 3      | 1月27日        | 一流男性のデート一斉調査       | 大久保佳代子（オアシズ） ブルゾンちえみ | - いしだ壱成の彼女：飯村貴子 - 広告代理店社長の彼女：植田祥子 - プロスノーボーダーの彼女：加藤澪 - やり手実業家の彼女：SHIHO - カリスマモデルの彼女：徳本夏恵 - IT社長の彼女：本山なみ - 人気プロダンサーの彼女：Lilika                                                                    |                         |
| 4      | 2月3日         | 一流彼氏にイラッとSP           | ダレノガレ明美 横澤夏子                 | - ゲームプロデューサーの彼女：綾瀬かりん - いしだ壱成の彼女：飯村貴子 - 広告代理店社長の彼女：植田祥子 - ハーフモデルの彼女：喜田真梨奈 - カリスマモデルの彼女：徳本夏恵 - やり手実業家の彼女：徳由美子 - カリスマDJの彼女：Juri - IT社長の彼女：本山なみ - 人気プロダンサーの彼女：Lilika |                         |
| 5      | 2月10日        | 一流彼氏にイラッとSP           | ダレノガレ明美 横澤夏子                 | - ゲームプロデューサーの彼女：綾瀬かりん - いしだ壱成の彼女：飯村貴子 - 広告代理店社長の彼女：植田祥子 - ハーフモデルの彼女：喜田真梨奈 - カリスマモデルの彼女：徳本夏恵 - やり手実業家の彼女：徳由美子 - カリスマDJの彼女：Juri - IT社長の彼女：本山なみ - 人気プロダンサーの彼女：Lilika |                         |
| 6      | 2月17日        | 有名人の彼女SP                 | 滝沢カレン 平野ノラ                     | - K-1ファイターの彼女：中野恵那 - M-1芸人の彼女：金澤碧 - いしだ壱成の彼女：飯村貴子 - イケメン俳優の彼女：Chikako - カリスマDJの彼女：高井愛華 - お金持ち芸人の彼女：渡辺さやか - 実力派ジョッキーの彼：鈴木麻優                                                                          | 10分遅れ（0:40 - 1:09） |
| 7      | 2月24日        | 有名人の彼女SP                 | 滝沢カレン 平野ノラ                     | - K-1ファイターの彼女：中野恵那 - M-1芸人の彼女：金澤碧 - いしだ壱成の彼女：飯村貴子 - イケメン俳優の彼女：Chikako - カリスマDJの彼女：高井愛華 - お金持ち芸人の彼女：渡辺さやか - 実力派ジョッキーの彼：鈴木麻優                                                                          | 10分遅れ（0:40 - 1:09） |
| 8      | 3月3日         | 街の一流男の彼女、全部見せます | いとうあさこ 丸山桂里奈                 | - イケメンプロダンサーの彼女：久保麻未子 - イケメンモデルの彼女：緑川春菜 - 一流広告マンの彼女：佐藤マクニッシュ怜子 - IT社長の彼女：本山なみ - 人気プロダンサーの彼女：Lilika - ゲームプロデューサーの彼女：綾瀬かりん - いしだ壱成の彼女：飯村貴子                                       |                         |
| 9      | 3月10日        | 街の一流男の彼女、全部見せます | いとうあさこ 丸山桂里奈                 | - イケメンプロダンサーの彼女：久保麻未子 - イケメンモデルの彼女：緑川春菜 - 一流広告マンの彼女：佐藤マクニッシュ怜子 - IT社長の彼女：本山なみ - 人気プロダンサーの彼女：Lilika - ゲームプロデューサーの彼女：綾瀬かりん - いしだ壱成の彼女：飯村貴子                                       |                         |
| 10     | 3月17日        | 一流彼氏のプロポーズ大公開SP   | 高橋真麻 滝沢カレン                     | - イケメントレーナーの彼女：渋谷美穂 - 一流広告マンの彼女：佐藤マクニッシュ怜子 - いしだ壱成の彼女：飯村貴子 - 人気俳優の彼女：Chikako - K-1ファイターの彼女：中野恵那 - 外国人パフォーマーの彼女：ひろみ - IT社長の彼女：本山なみ                                                         |                         |

## ネット局
| 放送対象地域   | 放送局                    | 系列                                         | 放送日時                     | 備考       |
| -------------- | ------------------------- | -------------------------------------------- | ---------------------------- | ---------- |
| 関東広域圏     | 日本テレビ（NTV）         | 日本テレビ系列                               | 土曜 0:30 - 0:59（金曜深夜） | 制作局     |
| 北海道         | 札幌テレビ（STV）         | 日本テレビ系列                               | 土曜 0:30 - 0:59（金曜深夜） | 同時ネット |
| 岩手県         | テレビ岩手（TVI）         | 日本テレビ系列                               | 土曜 0:30 - 0:59（金曜深夜） | 同時ネット |
| 宮城県         | ミヤギテレビ（MMT）       | 日本テレビ系列                               | 土曜 0:30 - 0:59（金曜深夜） | 同時ネット |
| 秋田県         | 秋田放送（ABS）           | 日本テレビ系列                               | 土曜 0:30 - 0:59（金曜深夜） | 同時ネット |
| 新潟県         | テレビ新潟（TeNY）        | 日本テレビ系列                               | 土曜 0:30 - 0:59（金曜深夜） | 同時ネット |
| 長野県         | テレビ信州（TSB）         | 日本テレビ系列                               | 土曜 0:30 - 0:59（金曜深夜） | 同時ネット |
| 富山県         | 北日本放送（KNB）         | 日本テレビ系列                               | 土曜 0:30 - 0:59（金曜深夜） | 同時ネット |
| 石川県         | テレビ金沢（KTK）         | 日本テレビ系列                               | 土曜 0:30 - 0:59（金曜深夜） | 同時ネット |
| 香川県・岡山県 | 西日本放送（RNC）         | 日本テレビ系列                               | 土曜 0:30 - 0:59（金曜深夜） | 同時ネット |
| 福岡県         | 福岡放送（FBS）           | 日本テレビ系列                               | 土曜 0:30 - 0:59（金曜深夜） | 同時ネット |
| 長崎県         | 長崎国際テレビ（NIB）     | 日本テレビ系列                               | 土曜 0:30 - 0:59（金曜深夜） | 同時ネット |
| 熊本県         | くまもと県民テレビ（KKT） | 日本テレビ系列                               | 土曜 0:30 - 0:59（金曜深夜） | 同時ネット |
| 宮崎県         | テレビ宮崎（UMK）         | フジテレビ系列 日本テレビ系列 テレビ朝日系列 | 土曜 0:30 - 0:59（金曜深夜） | 同時ネット |

## スタッフ

### レギュラー
- 企画・演出：渡邉友一郎
- ナレーション：森富美、延友陽子
- 声の出演：水田雅哉、斉藤大生、村瀬敦美、岩上裕佳、佐々千春、厚地彩花
- 構成：東海林宏、安部裕之、丸山コウジ
- TM：木村博靖
- SW：鎌倉和由、吉田健治
- CAM：早川智晃、福田伸一郎
- MIX：中野裕介
- VE：鈴木裕美
- 照明：名取孝昌
- 美術協力：日テレアート
- 美術プロデューサー：牧野沙和
- デザイン：平岡真穂
- メイク：畠山紗矢香
- 装置：菅原拓真
- 装飾：高橋吉彦
- 装花：原京子
- 編集：古舘尚真、中嶋健太、中澤仁
- MA：轟(森)川享祐
- 音効：高取謙
- CG：藤井彩人
- TK：田中彩
- リサーチ：今井紳介、鈴木秀貴
- デスク：当田駒子
- 技術協力：NiTRO、スタジオWeLt
- マンガ協力：(株)whomor、紀田ゆき子、トガクシレイジ
- AD：大木奈菜、古賀有加里、横山琢磨、田村要、浦中静香、山下拓也、石川正人
- AP：小暮美帆、坂元紫乃、金雪愛
- ディレクター：錦織信彦、小澤博之、東海林大介、内田誠司、鈴木あゆみ、諏訪一三、小林亘、橋田裕元、菅野健治、熊谷芳子
- プロデューサー：江成真二、伊藤茉莉衣、阿河朋子、朝倉康晴、石原由季子
- チーフプロデューサー：伊東修
- 制作協力：えすと、ZION
- 製作著作：日テレ

### スペシャル
第2回時点
- 企画・演出：渡邉友一郎
- ナレーション：森富美、延友陽子（延友→第2回）
- 構成：藤井靖大、安部裕之、丸山コウジ（丸山→第2回）
- TM：木村博靖
- SW：鎌倉和由
- CAM：早川智晃（第2回）
- MIX：中野裕介（第2回）
- VE：鈴木裕美
- 照明：名取孝昌（第2回）
- 美術協力：日テレアート
- ロケ技術：Zeta
- 美術プロデューサー：牧野沙和
- デザイン：平岡真穂
- メイク：畠山紗矢香（第2回）
- 装置：菅原拓真
- 装飾：高橋吉彦
- 装花：原京子
- 編集：生田目隼
- MA：谷弘明（第2回）
- 音効：高取謙
- CG：藤井彩人
- TK：田中彩
- リサーチ：今井紳介、鈴木秀貴
- デスク：当田駒子
- 技術協力：NiTRO、スタジオヴェルト
- マンガ協力（第2回）：トガクシレイジ、総合学園ヒューマンアカデミー
- AD：大木奈菜、古賀有加里、新西加奈（古賀・新西→第2回）
- AP（第2回）：小暮美帆
- ディレクター：小澤博之、錦織信彦、東海林大介、内田誠司、鈴木あゆみ（錦織・鈴木→第2回）
- プロデューサー：江成真二、伊藤茉莉衣、阿河朋子、朝倉康晴
- チーフプロデューサー：伊東修
- 制作協力：えすと
- 製作著作：日テレ

### 過去のスタッフ
全員第1回のみ担当
- CAM：福田伸一郎
- MIX：小境健太郎
- 照明：下平好実
- メイク：川崎マロミ
- MA：小嶋雄介
- CG：崔智允
- AD：芳賀夏美、今出川敬、吉川愛美
- ディレクター：岡田直也